# Тоту, Йон
Йон Тоту (рум. Ioan Totu; 14 мая 1931, Валя Маре, Румыния — 21 апреля 1992, Бухарест) — румынский политик, функционер коммунистической партии Румынии; Вице-премьер-министр Румынии (1982—1985), министр иностранных дел Румынии в правительстве Николае Чаушеску (1986—1989). Короткое время возглавлял Госплан.

## Жизнь и политическая карьера
Тоту был профессиональным экономистом, членом Политбюро режима Н. Чаушеску. После того, как заменил на посту министра иностранных дел Илиэ Ведуву, восстановил дипломатические отношения с Израилем и стал играть заметную роль в урегулировании ближневосточного конфликта.
После отставки с поста министра, короткое время возглавлял Комитет государственного планирования. После революции 1989 арестован. Содержался в военной тюрьме, осужден на 5 лет заключения, но покончил жизнь самоубийством.

## Книги
- Ioan V. Totu (coordonator), Procesul economic în România: 1877—1977, București, Editura Politică, 1977;
- Ioan V. Totu (coordonator), Politica Partidului Comunist Român de industrializare socialistă a țării, București, Editura Academiei Republicii Socialiste România, 1978.
- Ioan V. Totu & als., (coordonator), Tratat de economie contemporană. Vol.1 : Sistemul științelor economice și sistemele economice contemporane, București, Editura Politică, 1986;
- Ioan V. Totu & als., (coordonator), Tratat de economie contemporană. Vol.2 : Economia națională. Reproducție socială și mecanisme economice, Bucuresti, Editura Politică, 1987.